# Veronika Bauer
Veronika Elisabeth Bauer (ur. 17 października 1979 w North York) – kanadyjska narciarka, specjalistka narciarstwa dowolnego. Jej największym sukcesem jest złoty medal w skokach akrobatycznych wywalczony podczas mistrzostw świata w Whistler. Ponadto zdobyła także srebrny medal w tej samej konkurencji na mistrzostwach świata w Deer Valley. Jej najlepszym wynikiem olimpijskim jest 10. miejsce w skokach akrobatycznych na igrzyskach olimpijskich w Salt Lake City.
Najlepsze wyniki w Pucharze Świata osiągnęła w sezonie 2000/2001, kiedy to zajęła 6. miejsce w klasyfikacji generalnej. W sezonie 2002/2003 była druga, a w sezonie 2001/2002 trzecia w klasyfikacji skoków akrobatycznych.

## Osiągnięcia

### Igrzyska olimpijskie
| Miejsce | Dzień     | Rok  | Miejscowość    | Konkurencja        | Zwyciężczyni  |
| ------- | --------- | ---- | -------------- | ------------------ | ------------- |
| 10.     | 18 lutego | 2002 | Salt Lake City | Skoki akrobatyczne | Alisa Camplin |
| 12.     | 22 lutego | 2006 | Turyn          | Skoki akrobatyczne | Evelyne Leu   |
| 15.     | 24 lutego | 2010 | Vancouver      | Skoki akrobatyczne | Lydia Lassila |

### Mistrzostwa świata
| Miejsce | Dzień       | Rok  | Miejscowość          | Konkurencja        | Zwyciężczyni  |
| ------- | ----------- | ---- | -------------------- | ------------------ | ------------- |
| 6.      | 13 marca    | 1999 | Meiringen            | Skoki akrobatyczne | Jacqui Cooper |
| 1.      | 20 stycznia | 2001 | Whistler             | Skoki akrobatyczne | -             |
| 2.      | 1 lutego    | 2003 | Deer Valley          | Skoki akrobatyczne | Alisa Camplin |
| 11.     | 18 marca    | 2005 | Ruka                 | Skoki akrobatyczne | Li Nina       |
| 7.      | 10 marca    | 2007 | Madonna di Campiglio | Skoki akrobatyczne | Li Nina       |

### Puchar Świata

#### Miejsca w klasyfikacji generalnej
- sezon 1997/1998: 32.
- sezon 1998/1999: 21.
- sezon 1999/2000: 14.
- sezon 2000/2001: 6.
- sezon 2001/2002: 10.
- sezon 2002/2003: 9.
- sezon 2003/2004: 21.
- sezon 2004/2005: 24.
- sezon 2005/2006: 23.
- sezon 2006/2007: 30.
- sezon 2007/2008: 66.
- sezon 2008/2009: 20.
- sezon 2009/2010: 72.

#### Miejsca na podium
1. Mount Buller – 12 września 1999 (Skoki akrobatyczne) – 3. miejsce
2. Mount Buller – 12 sierpnia 2000 (Skoki akrobatyczne) – 2. miejsce
3. Mount Buller – 13 sierpnia 2000 (Skoki akrobatyczne) – 3. miejsce
4. Mont Tremblant – 12 stycznia 2002 (Skoki akrobatyczne) – 3. miejsce
5. Lake Placid – 18 stycznia 2002 (Skoki akrobatyczne) – 1. miejsce
6. Mount Buller – 7 września 2002 (Skoki akrobatyczne) – 1. miejsce
7. Mount Buller – 8 września 2002 (Skoki akrobatyczne) – 1. miejsce
8. Fernie – 26 stycznia 2003 (Skoki akrobatyczne) – 1. miejsce
9. Steamboat Springs – 7 lutego 2003 (Skoki akrobatyczne) – 3. miejsce
10. Mount Buller – 7 września 2003 (Skoki akrobatyczne) – 2. miejsce
11. Fernie – 25 stycznia 2004 (Skoki akrobatyczne) – 2. miejsce
12. Harbin – 14 lutego 2004 (Skoki akrobatyczne) – 3. miejsce
13. Fernie – 21 stycznia 2005 (Skoki akrobatyczne) – 3. miejsce
14. Deer Valley – 28 stycznia 2005 (Skoki akrobatyczne) – 2. miejsce
15. Changchun – 18 grudnia 2005 (Skoki akrobatyczne) – 3. miejsce
16. Deer Valley – 14 stycznia 2006 (Skoki akrobatyczne) – 2. miejsce
17. Mont Gabriel – 7 stycznia 2007 (Skoki akrobatyczne) – 3. miejsce
18. Changchun – 19 grudnia 2008 (Skoki akrobatyczne) – 3. miejsce

- W sumie 4 zwycięstwa, 5 drugich i 9 trzecich miejsc.